# コーペル屑
コーペル屑（コーペルくず）は、黄銅の非鉄スクラップの一種。JISでは「2号新黄銅くず」という。
コーペルと名づけられた理由は不明。黄銅板を切断、または打ち抜いた屑。

## 特徴
- 銅含有量が60%で亜鉛含有量が40%くらいの板の新くずを、原料業界ではこの名称で呼ぶ[1]。
- 一辺10mm以上のものが一般的で、JIS規格では厚さは0.2mm以上のものを指す[1]。
- 色は黄銅色。